# Antonio Sozzo
Antonio Sozzo (né le 9 mai 1942) est un prélat italien de l'Église catholique qui a travaillé au service diplomatique du Saint-Siège, notamment pendant vingt ans en tant que nonce apostolique, avant de prendre sa retraite en 2015.

## Biographie
Antonio Sozzo est né le 9 mai 1942 à Paola en Calabre. Il est ordonné prêtre du diocèse de Vérone le 28 août 1971.

## Carrière diplomatique
Il entre au service diplomatique du Saint-Siège le 12 juillet 1976. Il travaille au Panama (en), en Uruguay (en), au Nigeria (en), au Chili (en), en Allemagne, au Maroc (en), en Espagne et à la nonciature de Bruxelles (en) de 1991 à 1993
Le 5 août 1995, le pape Jean-Paul II le nomme archevêque titulaire de Concordia (de) et nonce apostolique en Algérie et en Tunisie, ainsi que délégué apostolique en Libye.
Le 23 mai 1998, il est nommé nonce apostolique au Costa Rica (en),.
Le 17 juillet 2003, il est nommé nonce apostolique au Maroc (en). En 2010, après que plusieurs chrétiens, dont un prêtre catholique, aient été forcés de quitter le Maroc à court terme après avoir été accusés d'ébranler la foi des musulmans, Sozzo insiste pour que l'Église adhère à la loi marocaine contre le prosélytisme. Il démissionne le 16 septembre 2015 à l'âge de 73 ans et est décoré de l'Ordre du Ouissam alaouite par roi Mohammed VI le lendemain.

## Succession apostolique
Antonio Sozzo a ordonné les évêques suivants :
- Évêque Vittorino Girardi (it), M.C.C.I. (2002)